# 1931 en rugby à XV
Chronologie du rugby à XV

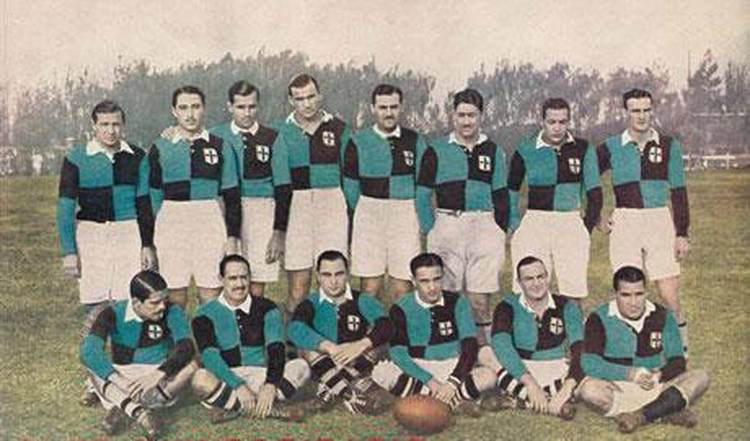
Équipe de rugby à XV en 1931

1930 en rugby à XV - 1931 en rugby à XV - 1932 en rugby à XV
Les faits marquants de l'année 1931 en rugby à XV

## Événements

### Mars
- Le pays de Galles termine premier du Tournoi des cinq nations 1931 en remportant trois victoires et en concédant un match nul. Le 2 mars 1931, la France est exclue pour professionnalisme (paiement des joueurs, recrutement inter-clubs) et en raison de son jeu violent lors de certains matchs[1].
  - Article détaillé : Tournoi des cinq nations 1931.

### Mai
- 10 mai 1931 : le championnat de France de rugby à XV de première division 1930-1931 est remporté par le RC Toulon qui bat le LOU en finale.
  - Article détaillé : Championnat de France de rugby à XV 1930-1931.
- Le Stade Toulousain remporte le tournoi des 14, la compétition des meilleurs clubs français qui étaient dissidents de la FFR.

### Récapitulatifs des principaux vainqueurs de compétitions 1930-1931
- Le Stade Toulousain remporte la compétition regroupant 14 des meilleurs clubs français dissidents de le FFR pour des raisons éthiques.
- Le Rugby club toulonnais est champion de France en s'imposant 6-3 face au Lyon olympique universitaire.
- Le Gloucestershire est champion des comtés anglais.
- Canterbury remporte le Ranfurly Shield, trophée sanctionnant une compétition de rugby à XV ouverte aux équipes de provinces néo-zélandaises.

### Septembre
- Les Australiens se déplacent en Nouvelle-Zélande et concèdent une défaite 20-13.

| No | Date              | Lieu                      | Match                        | Score   | Compétition |
| -- | ----------------- | ------------------------- | ---------------------------- | ------- | ----------- |
| 18 | 12 septembre 1931 | Auckland Nouvelle-Zélande | Nouvelle-Zélande – Australie | 20 – 13 | test match  |

### Décembre
- Les Springboks font une tournée en Grande-Bretagne et en Irlande en 1931-1932. Ils battent le pays de Galles 8-3 à Swansea, ils l’emportent 8-3 contre l’Irlande.

| No | Date             | Lieu                   | Match                           | Score | Compétition |
| -- | ---------------- | ---------------------- | ------------------------------- | ----- | ----------- |
| 1  | 5 décembre 1931  | Swansea Pays de Galles | Pays de Galles – Afrique du Sud | 3 – 8 | test match  |
| 2  | 19 décembre 1931 | Dublin Irlande         | Irlande – Afrique du Sud        | 3 – 8 | test match  |

## Naissances
- En 1931, le gouverneur général de Nouvelle-Zélande, Lord Bledisloe fait don d’un trophée pour renforcer les liens sportifs entre l’Australie et la Nouvelle-Zélande. La Bledisloe Cup prend naissance.
- 11 avril 1931 : Lewis Jones, joueur de rugby à XV international gallois et Lion.
- 20 juin 1931 : Gordon Wood, joueur de rugby à XV international irlandais et Lion, décédé le 18 mai 1982.